# Maria Maddalena nelle arti

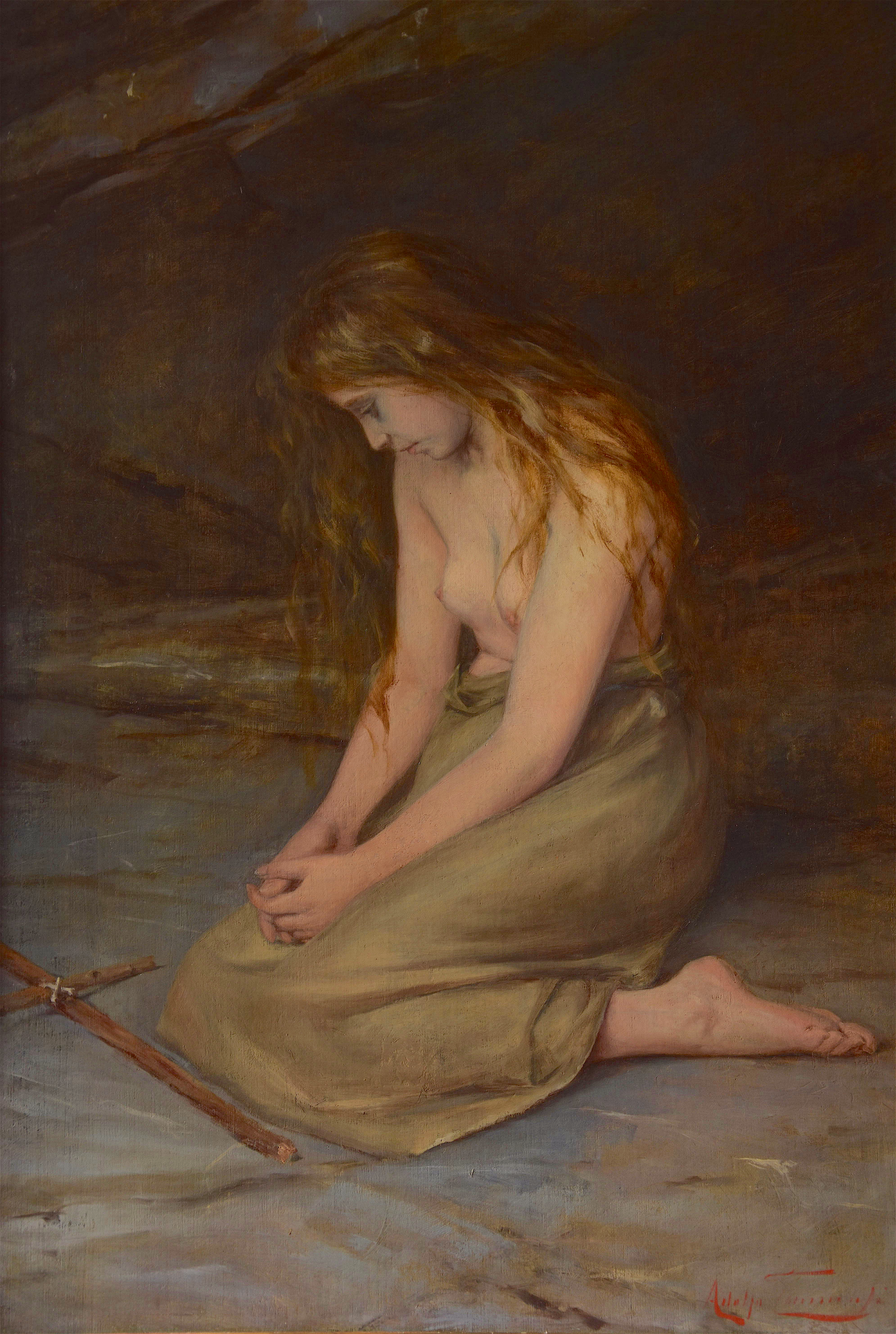
Maddalena penitente (1893) di Adolfo Tommasi.

Maria Maddalena nelle arti ha avuto, nel corso della storia del cristianesimo, un'iconografia assai ricca e molto bel definita. La prima nozione della santa "compagna e seguace di Gesù" come peccatrice e adultera si rifletté nell'arte cristiana medioevale occidentale, ove rimase la figura femminile più comunemente rappresentata dopo la vergine Maria.
Può essere mostrata come molto stravagante e vestita alla moda, a differenza di altre rappresentazioni di personaggi evangelici femminili i quali indossano abiti contemporanei o - in alternativa - completamente nuda, ma ricoperta interamente da lunghi e fluenti capelli biondi o di un color rosso-rossastro. Le ultime raffigurazioni rappresentano il tema artistico della Maddalena penitente, seguendo la leggenda medievale secondo cui avrebbe passato l'ultimo periodo della sua vita come eremita nel deserto dopo aver lasciato la patria poco dopo la morte del "Salvatore".
La sua storia si confuse presto in Occidente con quella di Santa Maria Egiziaca, un'ex prostituta del IV secolo divenuta anch'ella eremita, i cui vestiti si consumarono fino a dissolversi nella calura sabbiosa del deserto del Sahara. Le diffuse rappresentazioni artistiche di "Maria Maddalena in lacrime" sono la fonte della moderna parola inglese maudlin, che significa "disgustosamente sentimentale o eccessivamente emotivo.

## Nell'arte occidentale
Il culto magdaleniano si sviluppò per tutto il Medioevo in molti paesi dell'Europa occidentale, là dove le comunità religiose commissionarono rappresentazioni iconografiche per la decorazione dei loro luoghi di culto.
Nelle raffigurazioni medievali i lunghi capelli di Maria coprono interamente il suo corpo e conservano quindi in allegoria la propria innata modestia (integrata in alcune versioni tedesche come quella di Tilman Riemenschneider da una folta peluria) ma, a partire dal XVI secolo, alcune raffigurazioni come quelle di Tiziano Vecellio, mostrano parte del suo corpo nudo, con la quantità di nudità che tende ad aumentare progressivamente nei periodi successivi.
Anche se coperta, indossa spesso solo un drappo avvolto tutt'intorno a lei, o un indumento intimo; in particolare viene spesso mostrata nuda nella scena leggendaria della sua "Elevazione", dove è sostenuta nel deserto dagli angeli che la sollevano e nutrono con la manna celeste, così come viene raccontato diffusamente anche nella Legenda Aurea di Jacopo da Varazze.
Maria Maddalena ai piedi della croce durante la crocifissione di Gesù appare in un manoscritto inglese dell'XI secolo "come un mezzo espressivo piuttosto che un motivo storico", inteso cioè come "l'espressione di un'assimilazione emotiva dell'evento, che porta lo spettatore a identificare se stesso con i dolenti".
Altre raffigurazioni isolate si verificano ma, a partire almeno dal XIII secolo le aggiunte della Vergine Maria e di Giovanni apostolo ed evangelista come spettatori della Crocifissione diventarono via via sempre più comuni, con la Maddalena come la più frequentemente raffigurata, o in ginocchio ai piedi della croce e stringendosi ad esso, altre volte baciando i piedi di Cristo, o in piedi, di solito a sinistra e dietro Maria e Giovanni, con le braccia tese verso l'alto in un gesto di dolore, come appare in un dipinto danneggiato di Cimabue nella Basilica di San Francesco ad Assisi datato a circa il 1290.
Particolarmente influente per la pittura religiosa successiva si rivelerà una Maddalena in ginocchio di Giotto posta nella Cappella degli Scrovegni (1305 circa). Come i dipinti delle crocifissioni gotiche diventarono composizioni affollate, così la Maddalena divenne una figura di spicco, con un'aureola sul capo e chiaramente identificabile dai suoi lunghi capelli biondi sciolti e in aggiunta - solitamente - anche una veste di un color rosso brillante.
Mentre la Vergine colta da svenimento per il gran soffrire nelle raffigurazioni della Pietà diventava più comune, occupando in genere l'attenzione filiale del giovane Giovanni, i gesti smisurati di Maddalena rappresentavano sempre più la manifestazione principale del dolore degli spettatori davanti al supplizio.
Secondo Robert Kiely: "Nessuna figura nel Pantheon cristiano eccetto Gesù, la Vergine Maria e Giovanni Battista ha ispirato, provocato o confuso l'immaginazione dei pittori più della Maddalena".
Oltre alla Crocifissione Maria venne molto spesso rappresentata nelle scene della Passione di Gesù, quando menzionate nel testo del Vangelo, come la Crocifissione, Cristo che porta la croce nella Salita al Calvario e Noli me tangere, ma di solito omessa in altre scene che mostrano i Dodici Apostoli, come l'ultima Cena.
Assimilata a Maria di Betania viene invece mostrata presente alla risurrezione di Lazzaro, suo fratello, oltre che nella scena con Gesù in casa assieme alla sorella Marta di Betania, che cominciò ad essere rappresentata spesso nel corso del XVII secolo, come ad esempio in Cristo in casa di Marta e Maria.
- La tradizione provenzale di Maria Maddalena (XIII secolo), cappella Saint-Erige ad Auron.

- Icona dipinta (180 × 90 cm) del 1225, raffigurante le scene della vita della santa attorno al suo ritratto a figura intera, visibile presso l'Accademia di Firenze.
- Dipinto della morte di Maria Maddalena, assistita da Marta di Betania e Massimino d'Aix, cappella Saint-Erige Auron.
- Pittura in predella di un Noli me tangere, opera del XV secolo, Basilica di Santa Maria Maddalena a Saint-Maximin-la-Sainte-Baume.
- Scultura in pietra di Santa Maria Maddalena, intorno al 1310, Chiesa di Écouis (Eure).
- Maria Maddalena di Piero della Francesca, nella Cattedrale dei Santi Pietro e Donato di Arezzo in Toscana.
- Scultura di Francesco Laurana, cenotafio risalente al XV secolo: Maria Maddalena portata dagli angeli, una volta conteneva anche le reliquie di Marta. Chiesa di Tarascona.
- Pala d'altare di Lucas Moser: altare della Maddalena 1432, a Tiefenbronn.
- La sacra fuga del monaco Badilon ad Aix-en-Provence - Arrivo del corpo a Vézelay, manoscritto del Gesto di Gerardo di Rossiglione, illustrato nel 1453.
- Maria Maddalena, Vergine col Bambino tra Santa Caterina e Maria Maddalena, 1490, dipinto di Giovanni Bellini; Galleria dell'Accademia a Venezia.
- Maria Maddalena di Piero di Cosimo, nelle Gallerie nazionali d'arte antica di Palazzo Barberini a Roma, 1490-1495.
- Maddalena messa nella tomba, scultura risalente al XVI secolo, Chiesa di San Volutiano di Foix (Ariège).
- Bassorilievo in marmo, La barca, 1500, Cattedrale di Marsiglia.
- Santa Maria Maddalena penitente, scultura in legno policromo (1515-1520) attribuita a Gregor Erhart, al Museo del Louvre.
- Battesimo del re e della regina di Marsiglia sotto gli occhi di Maria Maddalena, episodio del miracolo marsigliese, 1525 chiesa di Contes.
- Lettura di Maria Maddalena, dipinto perduto di Correggio, circa 1527-1530.
- Bassorilievo di Jean Béguin: Partenza in barca, 1536, Basilica di Saint-Maximin-la-Sainte-Baume.
- Conversione di Maria Maddalena di Paolo Veronese.

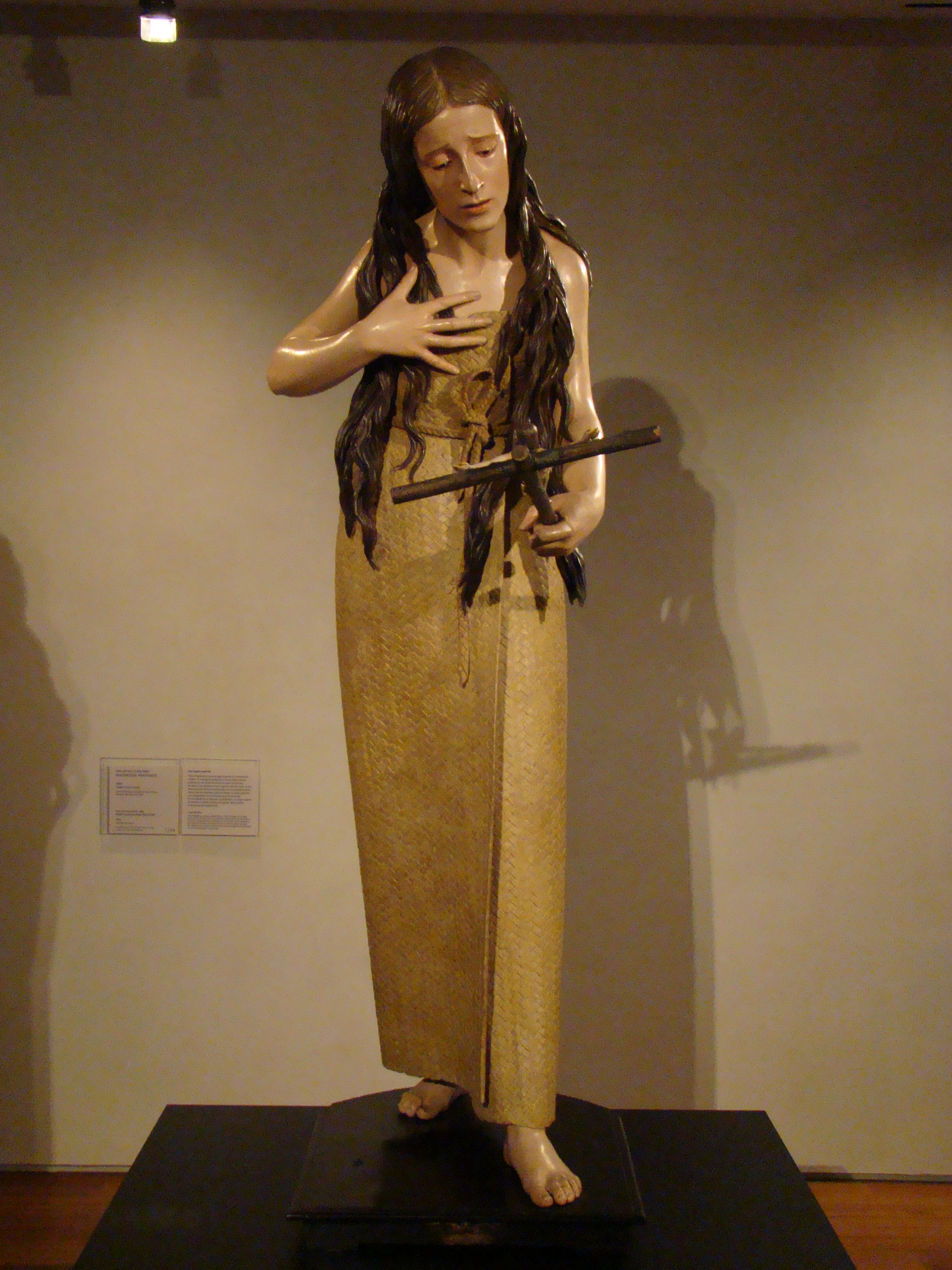
Maria Maddalena penitente di Pedro de Mena, (1664)

- Maria Maddalena in estasi di Artemisia Gentileschi, 1620-1625.
- Maria Maddalena come la Malinconia di Artemisia Gentileschi, nel Museo Soumaya di Città del Messico, 1622-1625.
- Guido Reni: Santa Maddalena in preghiera (1627-1628 circa, Museo delle Belle Arti di Quimper).
- Santa Maria Maddalena di Gian Lorenzo Bernini, nel Duomo di Siena, 1661-1663.
- Santa Maria Maddalena nel deserto, di Jean-Joseph Taillasson, 1784, olio su tela.
- Santa Maria Maddalena rinuncia alle vanità del mondo, di Michel Hubert-Descours, 1787, olio su tela, Bernay Musée des Beaux-Arts.
- Vetrata anonima: Maria Maddalena portatrice di mirra, nella chiesa Notre-Dame-des-Marais a La Ferté-Bernard (Sarthe).
- Vetrate (disegno di Joseph Cabasson): La Barque, Chiesa di Plan-de-Cuques.
- Sculture: La barca di Maria Jacobè e Maria Salomè della chiesa di Saintes-Maries.

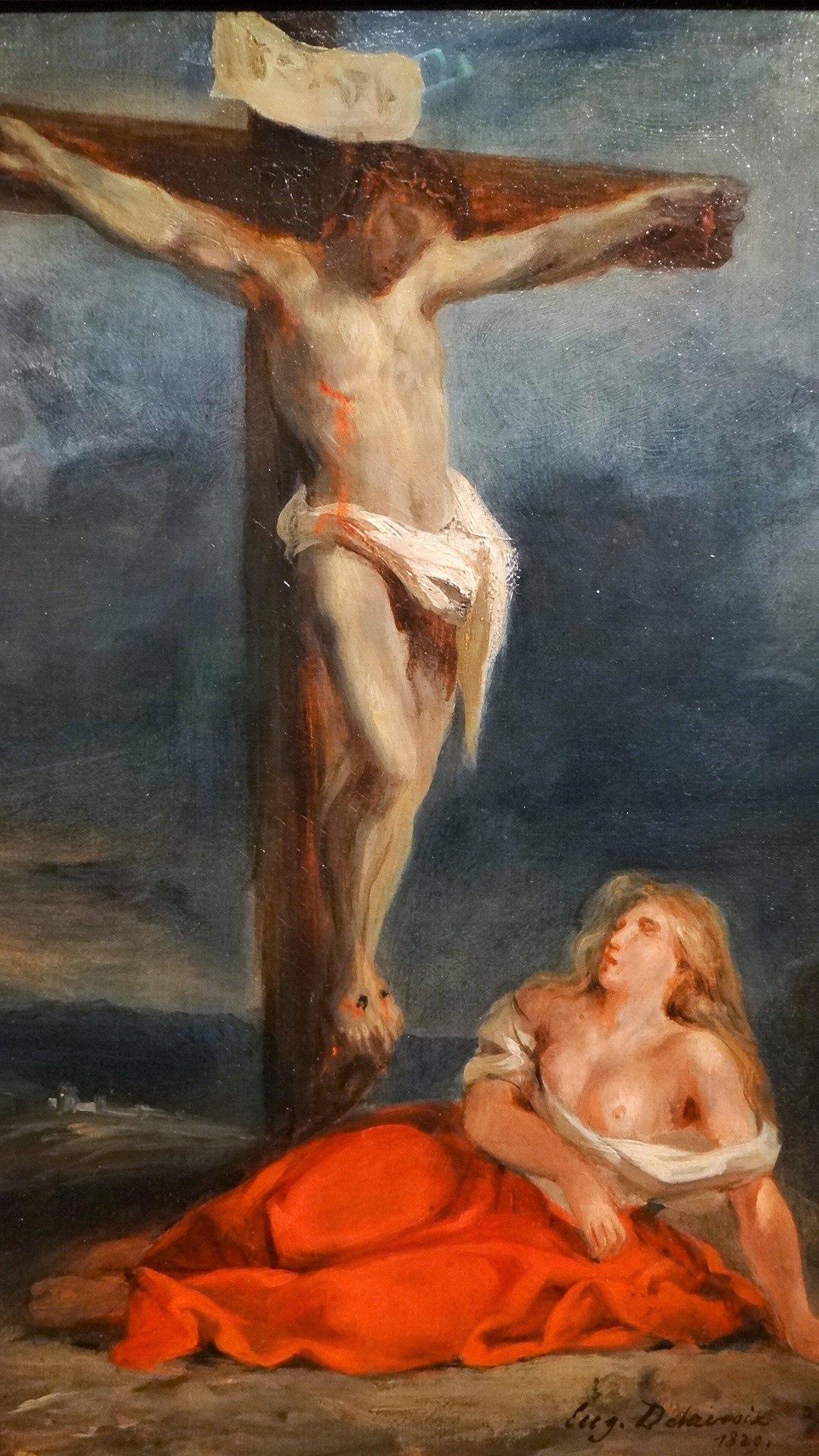
Maria Maddalena ai piedi della croce 1829, Eugène Delacroix.

- Santa Maria Maddalena ai piedi della croce 1829, Eugène Delacroix, Houston Museum of Fine Arts.
- La Madeleine, 1857, di Pierre Puvis de Chavannes, Museo delle Belle Arti di Angers[25].
- Scultura di Maria Maddalena sollevata dagli angeli di L. J. Alexandre 1878, in fondo alla Grotta della cappella di Sainte-Baume.
- Reliquiario, opera di Armand Caillat, offerto nel 1886 alla grotta da Mons. Terris, vescovo di Fréjus-Toulon.
- Set di vetrate di Pierre Petit, (1910- ...) sulla vita di Maria Maddalena, cappella di Sainte-Baume dal 1977 al 1983.
- 5 affreschi del pittore Frédéric Montenard ospitati nella cappella di Sainte Marie Madeleine a Plan-d'Aups-Sainte-Baume, risalenti al 1913.

Se è rappresentata prima del suo pentimento, viene mostrata come cortigiana abbigliata e truccata (la sua immagine sarà poi del tutto simile a quella di Venere durante il Rinascimento). Il suo attributo più frequente e più antico, che identifica il personaggio per l'analisi di un'opera, è il vaso con cui ha unto i piedi di Gesù a casa di Simone il lebbroso (e che ha portato con sé al Santo Sepolcro). Più tardi si aggiungerà anche lo specchio da cortigiana, il teschio (davanti al quale medita quando si ritira nella grotta di Sainte-Baume) e la corona di spine. Tranne in rare eccezioni (pittura di Eva prima Pandora realizzata da Jean Cousin nel 1550), i suoi capelli saranno sempre lunghi e sciolti.

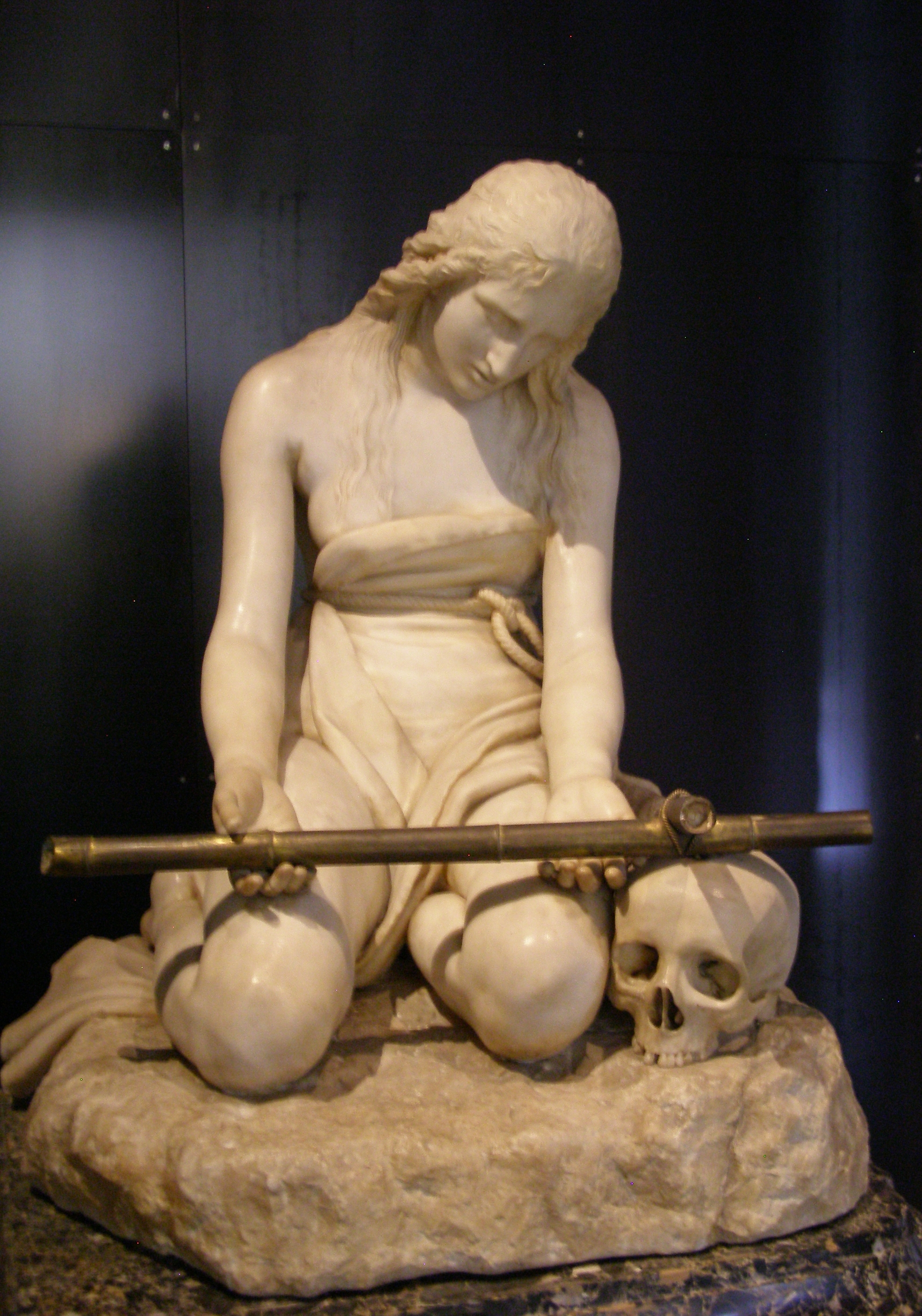
Maddalena penitente di Canova.

### Maddalena penitente

#### Rinascimento e manierismo
- Maddalena penitente (Tiziano Firenze)
- Maddalena penitente (El Greco Budapest)
- Maddalena penitente (Donatello)

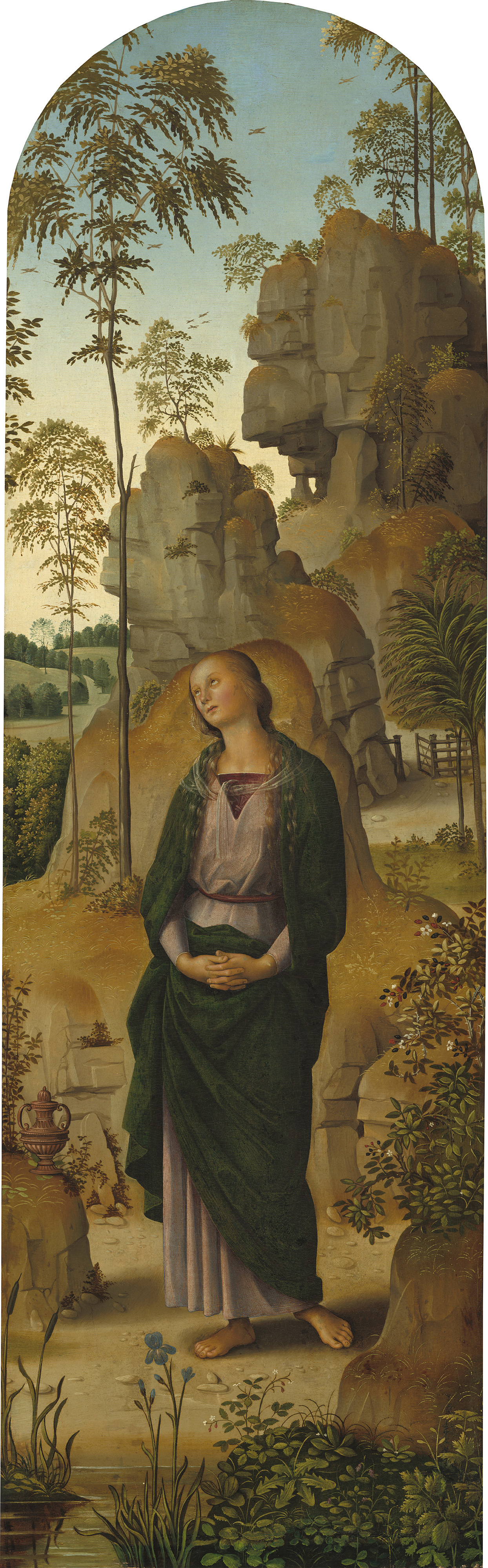
Perugino, 1482.
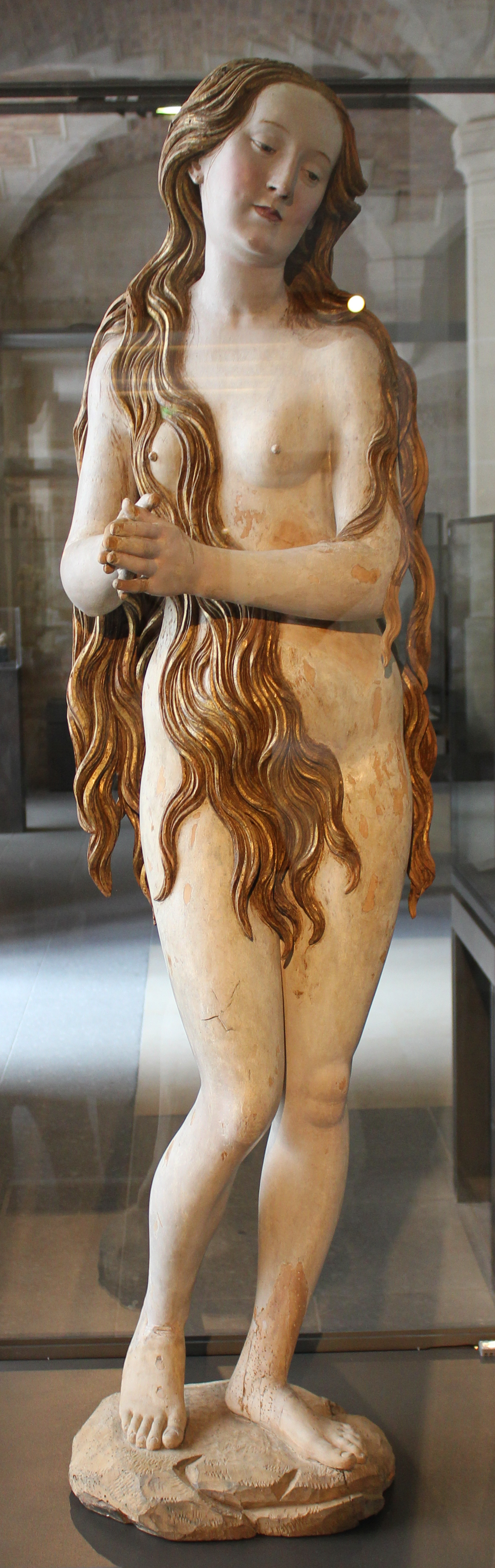
Gregor Erhart
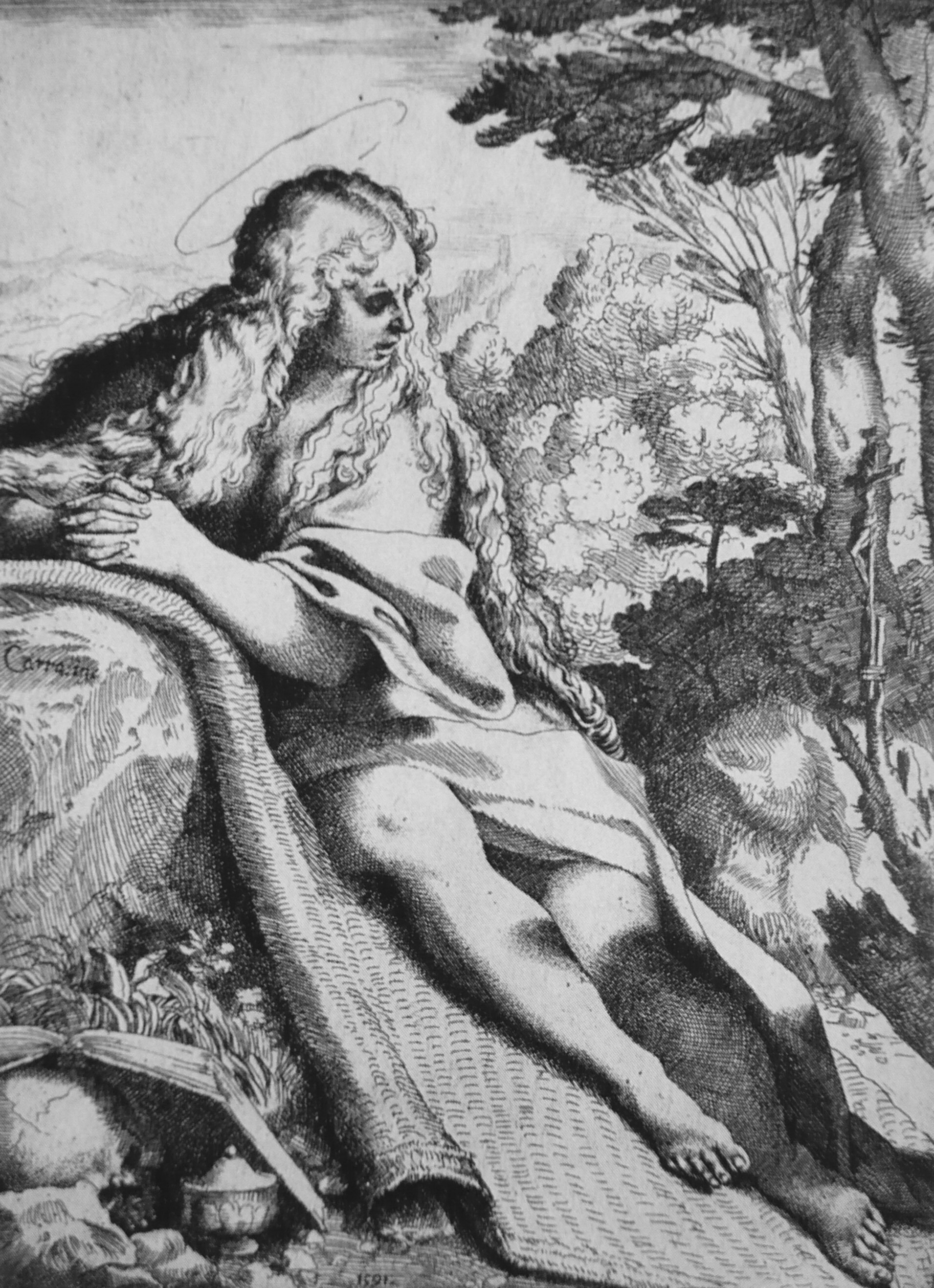
Annibale Carracci, 1591.
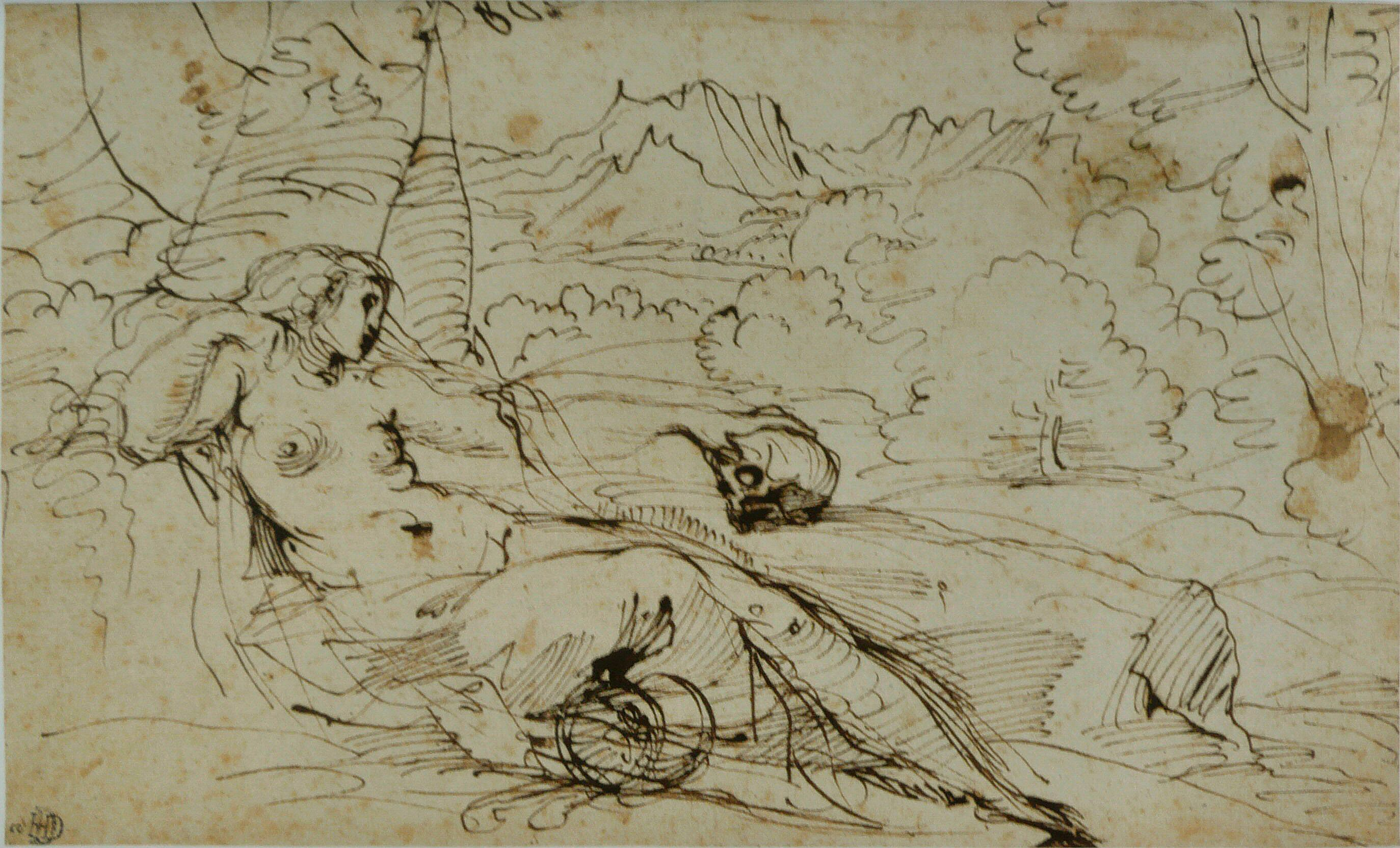
Bozzetto di Agostino Carracci, 1601.

#### Barocco
- Maddalena penitente (Caravaggio)
- Maddalena penitente (Luca Giordano)

#### Arte contemporanea

Francesco Hayez
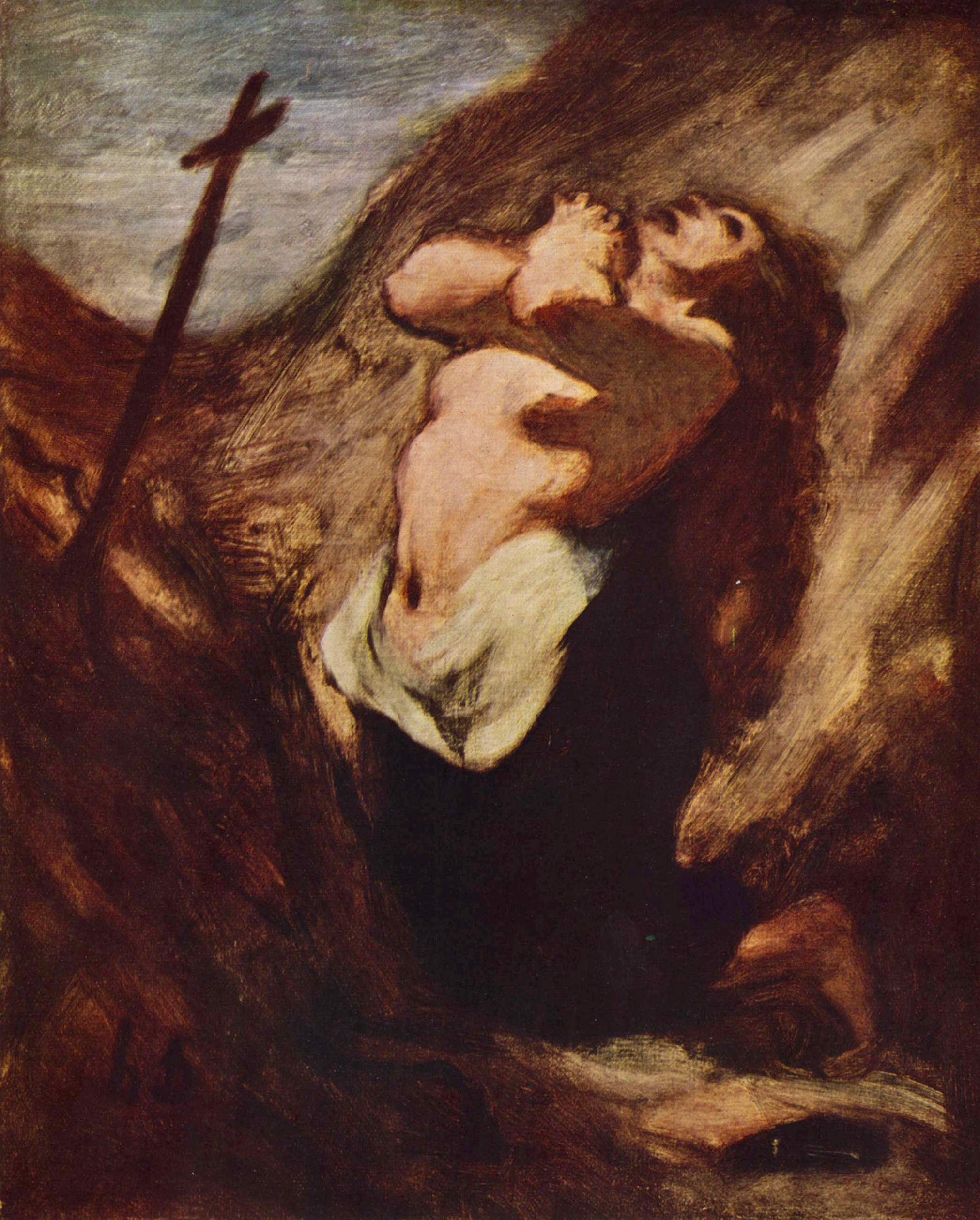
Honoré Daumier
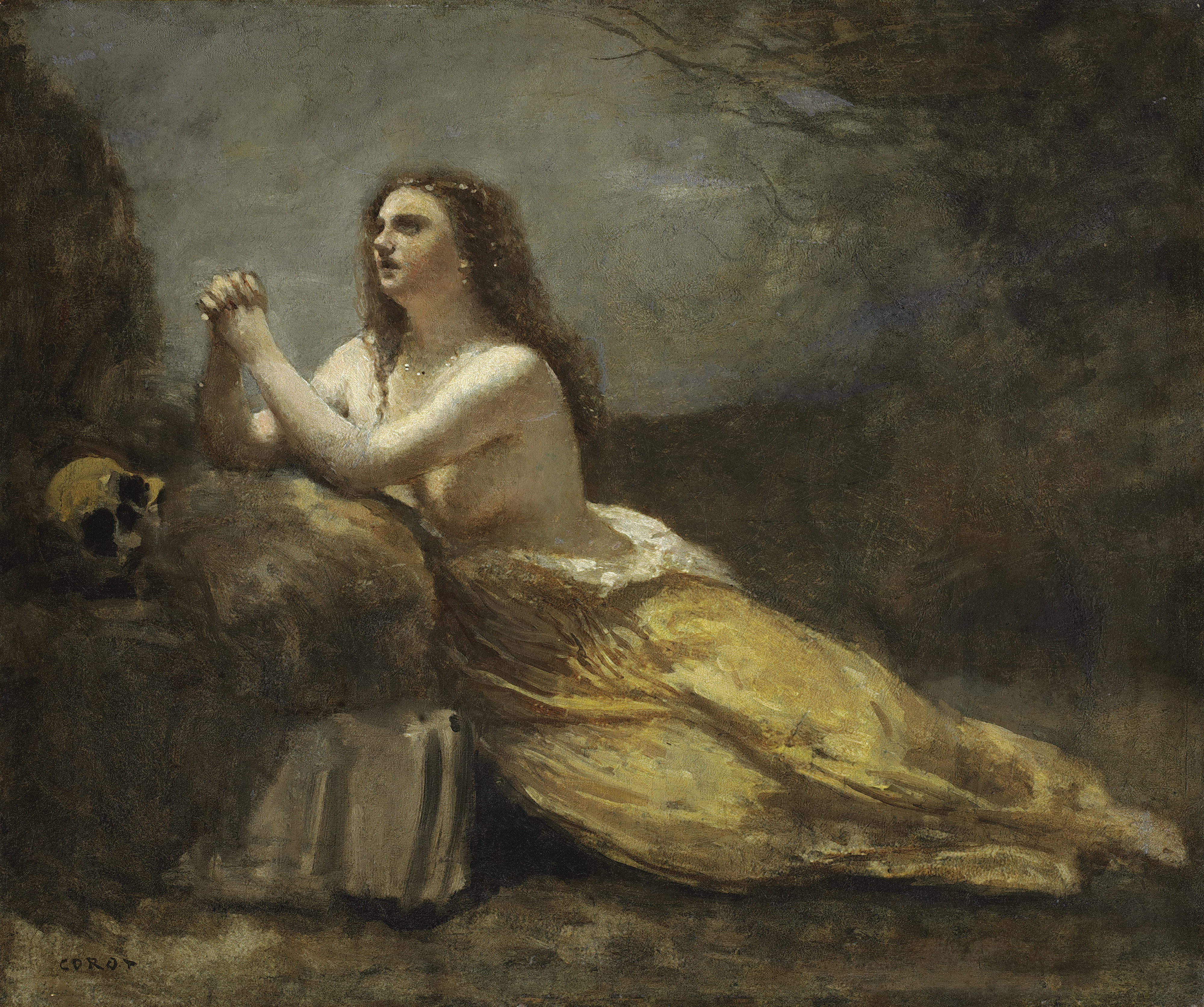
Jean-Baptiste Camille Corot
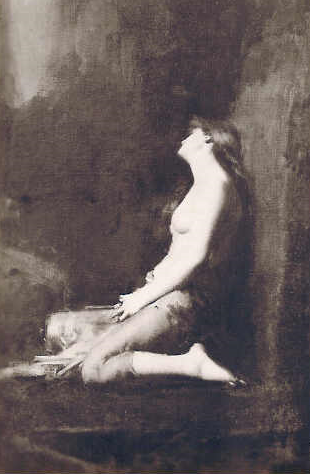
Jean-Jacques Henner
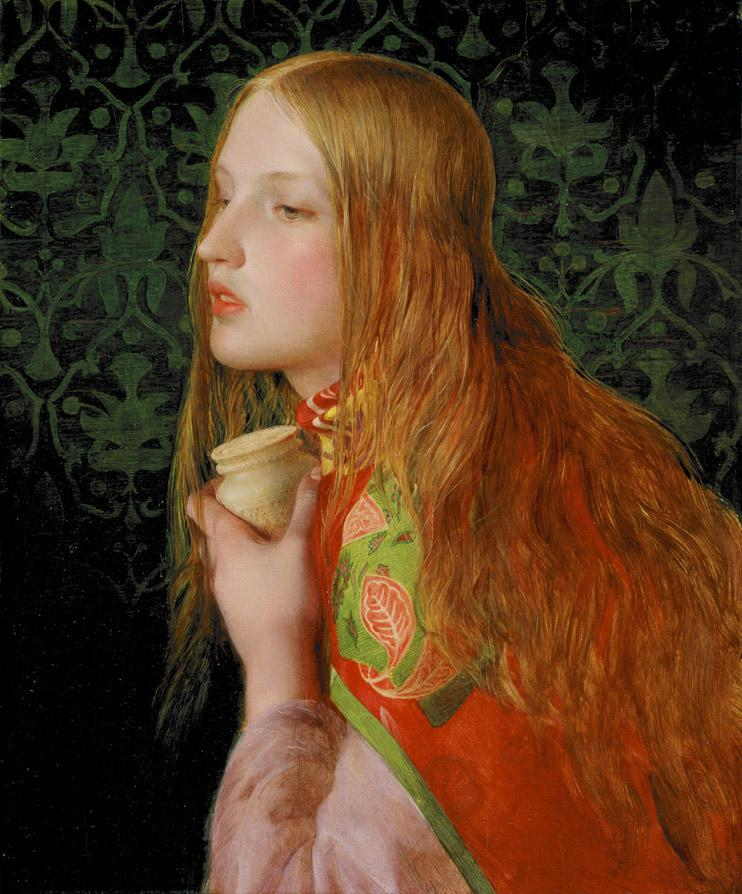
Anthony Frederick Augustus Sandys

## Teatro

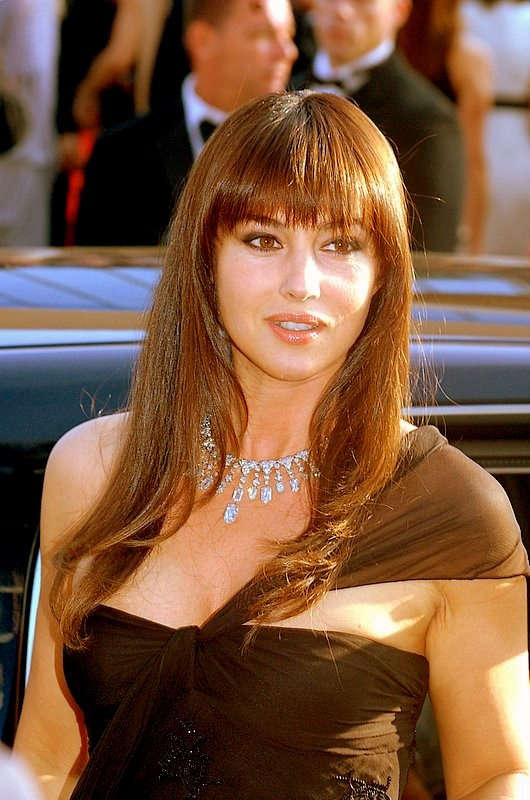
Monica Bellucci ha interpretato la parte di Maddalena ne La passione di Cristo.

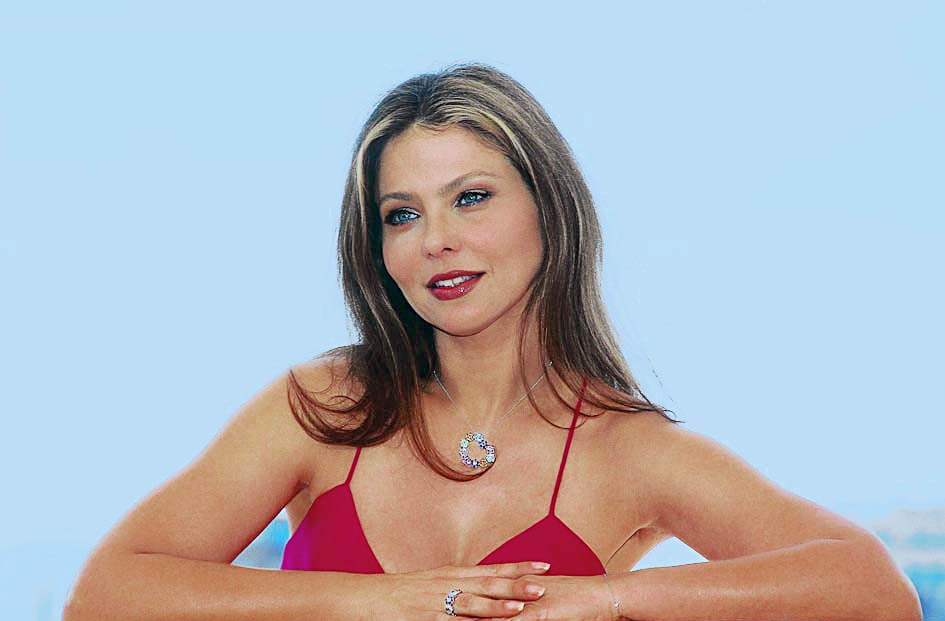
Ornella Muti ha interpretato la parte di Maddalena ne L'inchiesta.

## Nei film
Il cinema, la "settima arte", ha fin dall'inizio interpretato la figura della Maddalena in quasi tutti i suoi film d'ispirazione religiosa-evangelica; tra i più rilevanti dei quali possiamo citare (compresi alcuni titoli televisivi): 
| Anno | Titolo                                                 | Regista                  | Attrice                               |
| ---- | ------------------------------------------------------ | ------------------------ | ------------------------------------- |
| 1914 | Mary Magdalene                                         | -                        | Constance Crawley                     |
| 1942 | Jesús de Nazareth                                      | José Díaz Morales        | Adriana Lamar                         |
| 1946 | María Magdalena: Pecadora de Magdala                   | Miguel Contreras Torres  | Medea de Novara                       |
| 1948 | Reina de reinas: La Virgen María                       | Miguel C. Torres         | Medea de Novara                       |
| 1952 | El mártir del calvario                                 | Miguel Morayta           | Alicia Palacios                       |
| 1958 | La spada e la croce                                    | Carlo Ludovico Bragaglia | Yvonne De Carlo                       |
| 1961 | Il re dei re                                           | Nicholas Ray             | Carmen Sevilla                        |
| 1965 | La più grande storia mai raccontata                    | George Stevens           | Joanna Dunham                         |
| 1969 | Jesús, nuestro Señor                                   | Miguel Zacarías          | Nélida Bottini                        |
| 1973 | Jesus Christ Superstar                                 | Norman Jewison           | Yvonne Elliman                        |
| 1977 | Gesù di Nazareth                                       | Franco Zeffirelli        | Anne Bancroft                         |
| 1979 | Jesus                                                  | John Krish               | Talia Shapira                         |
| 1988 | L'ultima tentazione di Cristo                          | Martin Scorsese          | Barbara Hershey                       |
| 1988 | Historias animadas del Nuevo Testamento: "El resucitó" | Richard Rich             | (animazione) voce: Jayne Luke         |
| 1998 | Il libro della vita                                    | Hal Hartley              | PJ Harvey                             |
| 1999 | Jesus                                                  | Roger Young              | Debra Messing                         |
| 2000 | C'era una volta Gesù                                   | Derek W. Hayes           | (animazione) voce: Miranda Richardson |
| 2000 | Maria Maddalena                                        | Raffaele Mertes          | Maria Grazia Cucinotta                |
| 2004 | La passione di Cristo                                  | Mel Gibson               | Monica Bellucci                       |
| 2006 | L'inchiesta                                            | Giulio Base              | Ornella Muti                          |
| 2006 | Il codice Da Vinci                                     | Ron Howard               | Charlotte Graham                      |
| 2007 | Magdalena libre de culpa                               | Charlie Jordan Brookins  | Rebecca Ritz                          |
| 2008 | Mary Magdalene: Saint or Sinner?                       | Martin Kemp, Sean Smith  | Lucy Shaljian                         |
| 2011 | Maria di Nazaret                                       | Giacomo Campiotti        | Paz Vega                              |
| 2012 | Jesucristo Superstar                                   | Andrew Lloyd Webber      | Melanie C                             |
| 2013 | La Bibbia                                              | Christopher Spencer      | Amber Rose Revah                      |
| 2014 | Jesucristo Superstar                                   | Andrew Lloyd Webber      | Nicole Scherzinger                    |
| 2014 | Son of God                                             | Christopher Spencer      | Amber Rose Revah                      |
| 2017 | Maria Maddalena                                        | Garth Davis              | Rooney Mara                           |